# Festival international des cinémas d'Asie de Vesoul 2018
Le Festival international des cinémas d'Asie de Vesoul 2018, 24e édition du festival, s'est déroulé du 30 janvier au 6 février 2018.

## Déroulement et faits marquants
Un Cyclo d'or d'honneur est remis au réalisateur chinois Wang Xiaoshuai et au réalisateur syrien Mohamad Malas.
Le 6 février 2018, le palmarès est dévoilé : le Cyclo d'or est décerné au film philippin Bagage de Zig Dulay, le grand prix du jury au film japonais Goodbye Grandpa de Morigaki Yukihiro et le Prix du Jury au film chinois The Taste of Rice Flower de Pengfei.

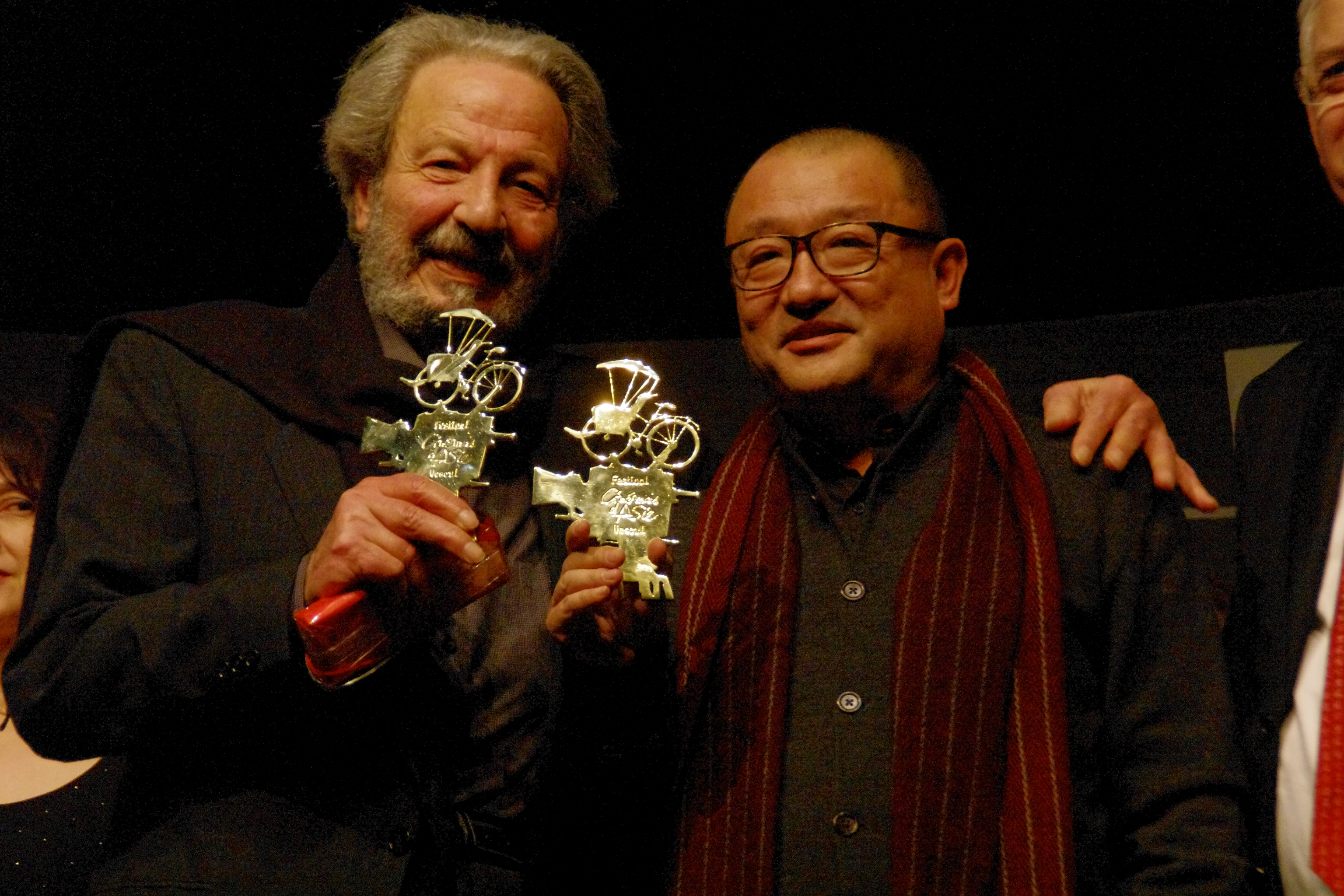
Cyclo d'Or d'honneur à Mohamad MALAS et WANG Xiaoshuai
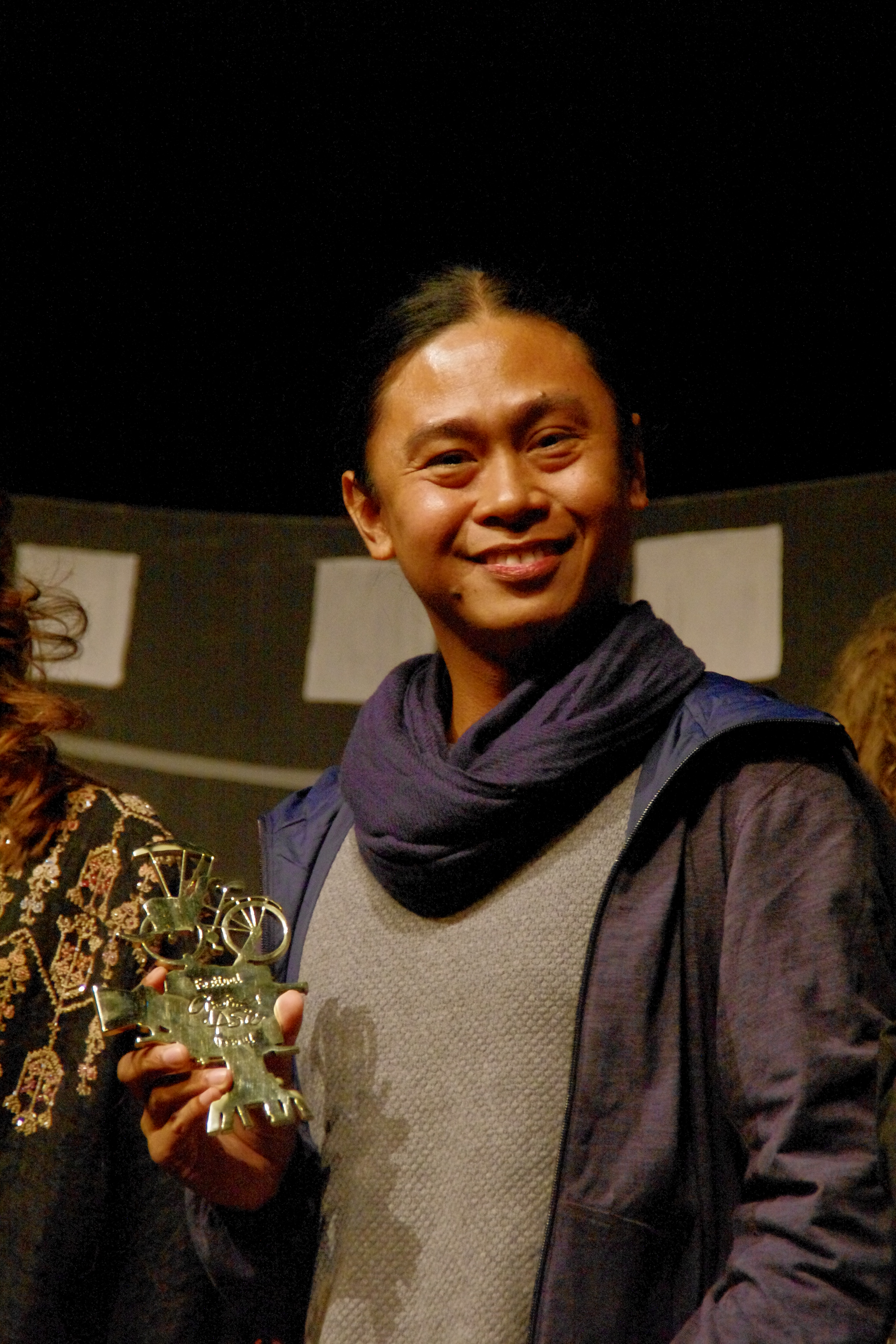
Zig DULAY, Cyclo d'Or 2018

## Les jurys

### Jury International

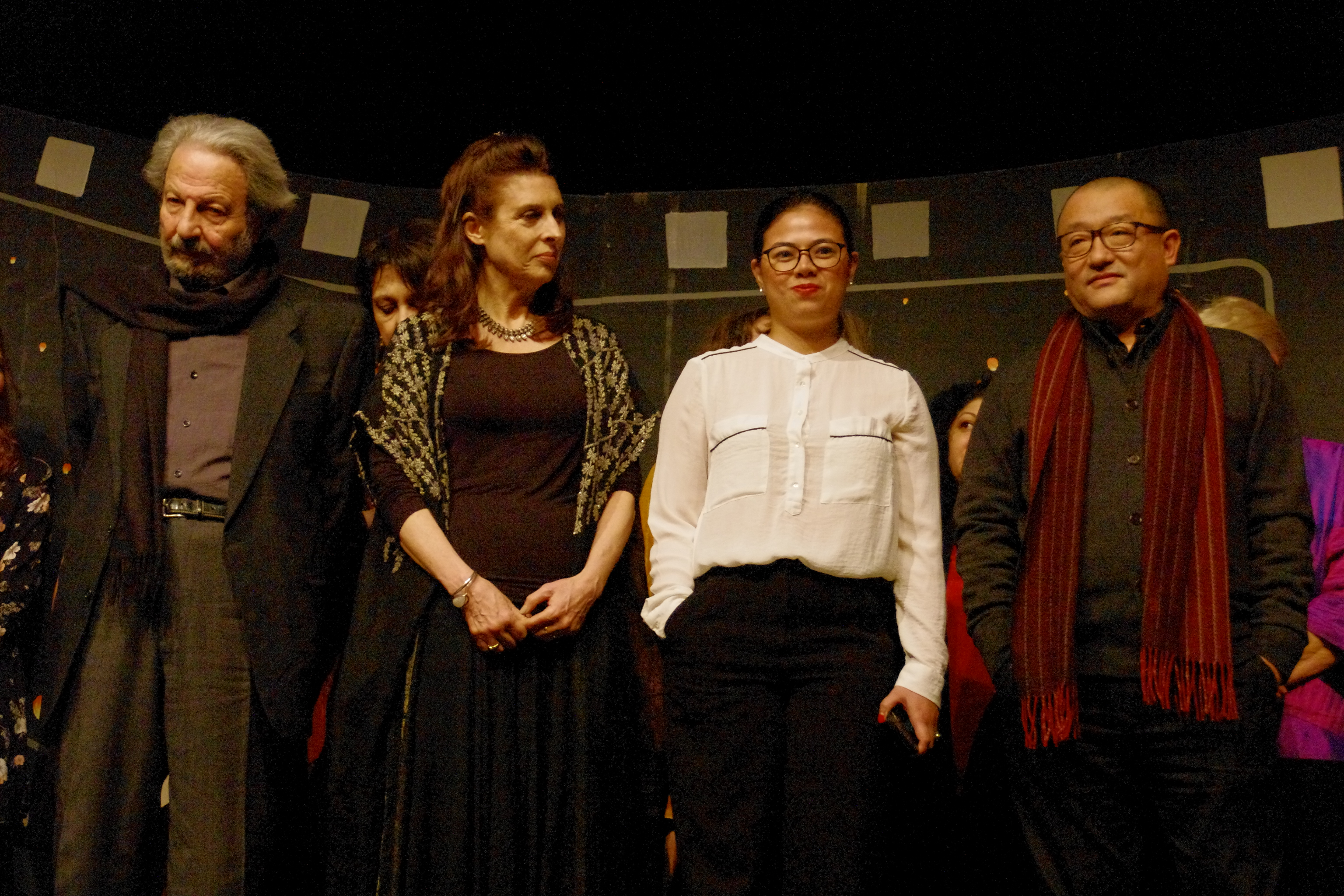
Jury International du FICA 2018: Mohamad MALAS, Mai MASRI, Liza DIÑO et WANG Xiaoshuai

- Jury International du FICA 2018: Mohamad MALAS, Mai MASRI, Liza DIÑO et WANG Xiaoshuai Wang Xiaoshuai (président du jury), réalisateur  Chine
- Liza Diño, actrice  Philippines
- Mohamad Malas, réalisateur  Syrie
- Mai Masri, réalisatrice  Palestine

### Jury NETPAC

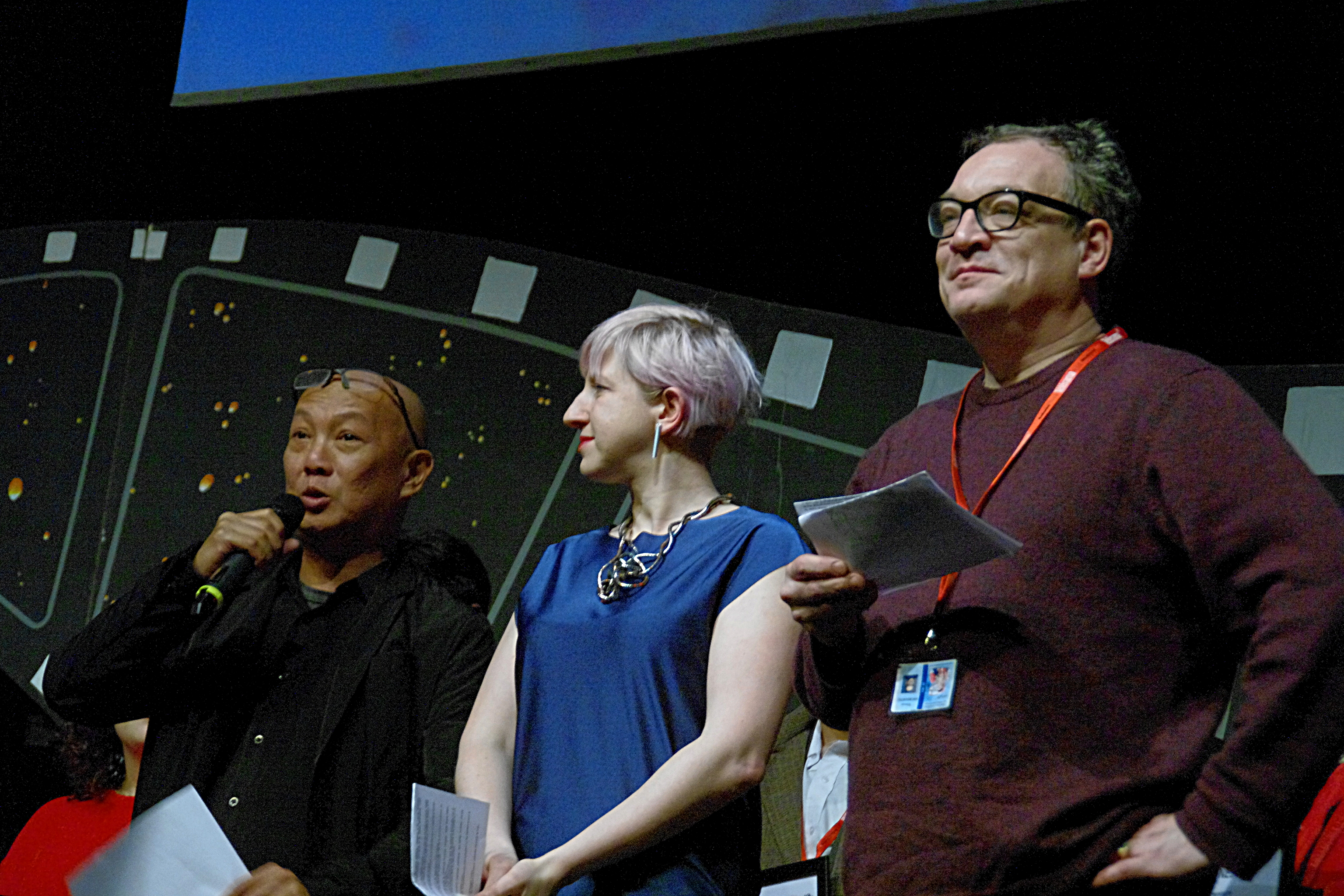
Jury Netpac: Ed Lejano, Kristína Aschenbrennerová et Tilman Baumgärtel

- Eduardo Lejano, universitaire  Philippines
- Kristína Aschenbrennerová, programmatrice  Slovaquie
- Tilman Baumgärtel, universitaire  Allemagne

## Sélection

### En compétition
Films de fiction :
- A Letter to the President de Roya Sadat  Afghanistan
- The Taste of Rice Flower de Pengfei  Chine
- River's Edge de Wang Chao  Chine
- Mothers de Lee Dong-eun  Corée du Sud
- A Tiger in Winter de Lee Kwang-kuk  Corée du Sud
- Leaf of Life de Ebrahim Mokhtari  Iran
- Goodbye Grandpa de Morigaki Yukihiro  Japon
- Shuttle Life de Tan Seng Kiat  Malaisie
- Bagage de Zig Dulay  Philippines

### Avant-premières
- Centaure de Aktan Arym Kubat  Kirghizistan
- Dakini de Dechen Roder  Bhoutan
- La Caméra de Claire de Hong Sang-soo  Corée du Sud
- Hotel Salvation de Shubhashish Bhutiani  Inde
- Les Destinées d'Asher de Matan Yair  Israël

### Paroles de femmes
- Wajma, une fiancée afghane de Barmak Akram  Afghanistan
- Epouses et concubines de Zhang Yimou  Chine
- Une famille heureuse de Nana Ekvtimishvili et Simon Gross  Géorgie
- Bends de Flora Lau  Hong Kong
- Water de Deepa Mehta  Inde
- Marlina, la tueuse en quatre actes de Mouly Surya  Indonésie
- Une femme iranienne de Negar Azarbayjani  Iran
- No Land's Song de Ayat Najafi  Iran
- Terre de roses de Zaynê Akyol  Irak  Syrie
- Mountain de Yaelle Kayam  Israël
- Tempête de sable de Elite Zexer  Israël
- Quand une femme monte l'escalier de Mikio Naruse  Japon
- Bashing de Masahiro Kobayashi  Japon
- Djamilia de Irina Poplavskaïa  Kirghizistan
- La Dame de Saïgon de Jocelyne Saab  Viêt Nam  Liban  France
- Soongava : Dance of the Orchids de Subarna Thapa  Népal
- 3000 Nuits de Mai Masri  Palestine
- Clair-Obscur de Yeşim Ustaoğlu  Turquie
- Noces de Stephan Streker  Belgique  Pakistan
- The Lady de Luc Besson  France  Birmanie

### Hommages et Regards
- Regard sur le cinéma de Mongolie.
- Hommage à Mohamad Malas.
- Hommage à Wang Xiaoshuai.

### Japanimation
- Dans un recoin de ce monde de Sunao Katabuchi  Japon
- Hirune hime, rêves éveillés de Kenji Kamiyama  Japon

### Jeune Public
- Vent de folie à la ferme de Aviz Mirfakhraï, Ahmad Arabani et Abdollah Alimorad  Iran
- Arrietty, le petit monde des chapardeurs de Hiromasa Yonebayashi  Japon
- Le Chien jaune de Mongolie de Byambasuren Davaa  Mongolie  Allemagne

## Palmarès

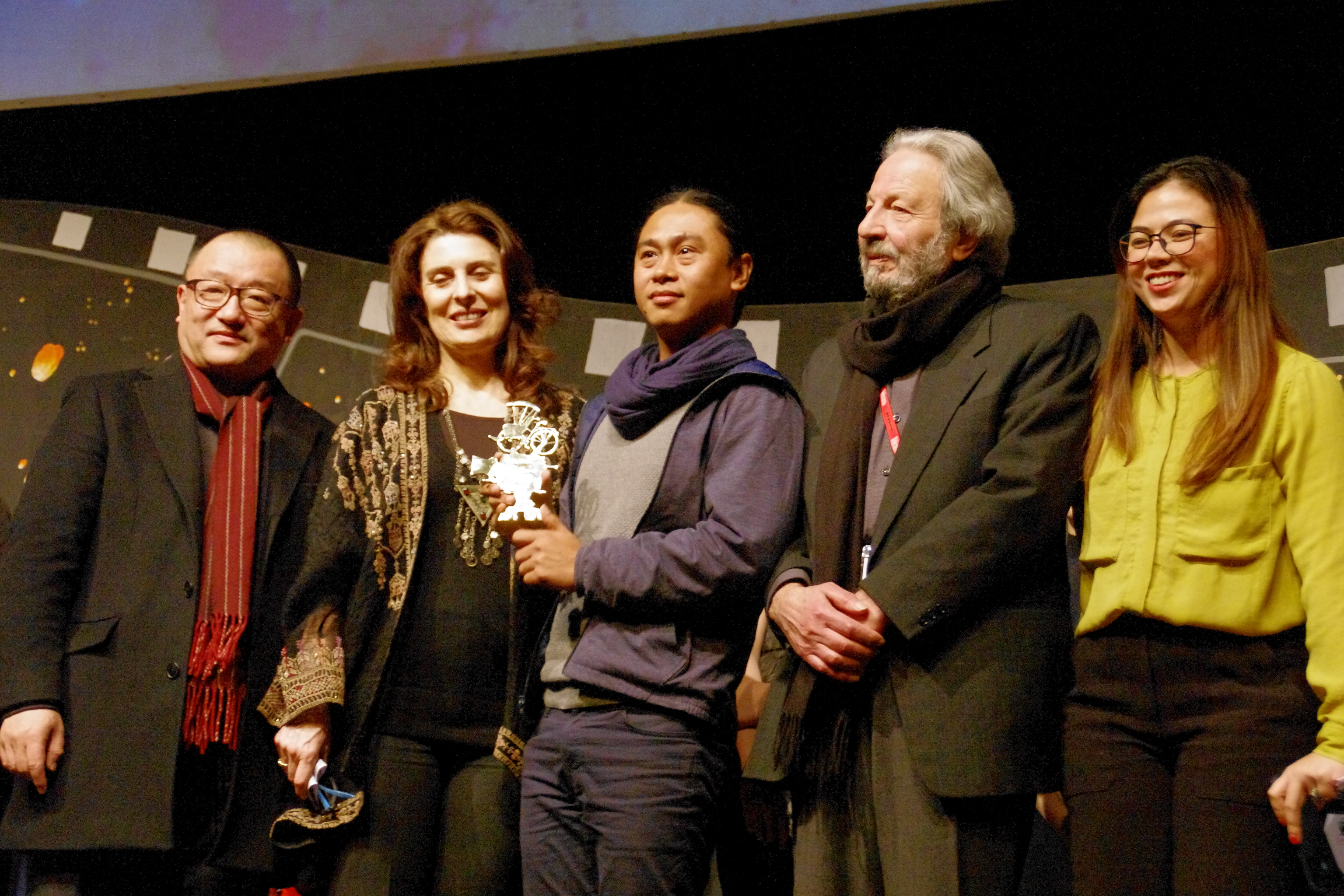
WANG Xiaoshuai, Mai MASRI, Zig DULAY, Mohamad MALAS et Liza DIÑO

- Cyclo d'or : Baggage de Zig Dulay  Philippines
- Grand prix du jury : Goodbye Grandpa de Morigaki Yukihiro  Japon
- Prix du Jury : The Taste of Rice Flower de Pengfei  Chine
- Prix du jury Netpac (ex-æquo) : The Taste of Rice Flower de Pengfei  Chine et Mothers de Lee Dong-eun  Corée du Sud
- Mention Spécial du jury Netpac : A Letter to the President de Roya Sadat  Afghanistan
- Prix de la critique : The Taste of Rice Flower de Pengfei  Chine
- Prix Inalco  : Leaf of Life de Ebrahim Mokhtari  Iran
- Coup de cœur Inalco  : The Taste of Rice Flower de Pengfei  Chine
- Prix du public du film de fiction : A Letter to the President de Roya Sadat  Afghanistan
- Prix du jury lycéen : A Letter to the President de Roya Sadat  Afghanistan
- Prix du Jury jeune : The Wait d'Emil Langballe et Andrea Storm Henriksen
- Prix du public du film documentaire : Au Fil du Temps de Jill Coulon et Isabelle Dupuy Chavanat
- Prix des Exploitants : Dakini de Dechen Roder  Bhoutan
- Cyclo d'or d'honneur : Wang Xiaoshuai et Mohamad Malas

Galerie
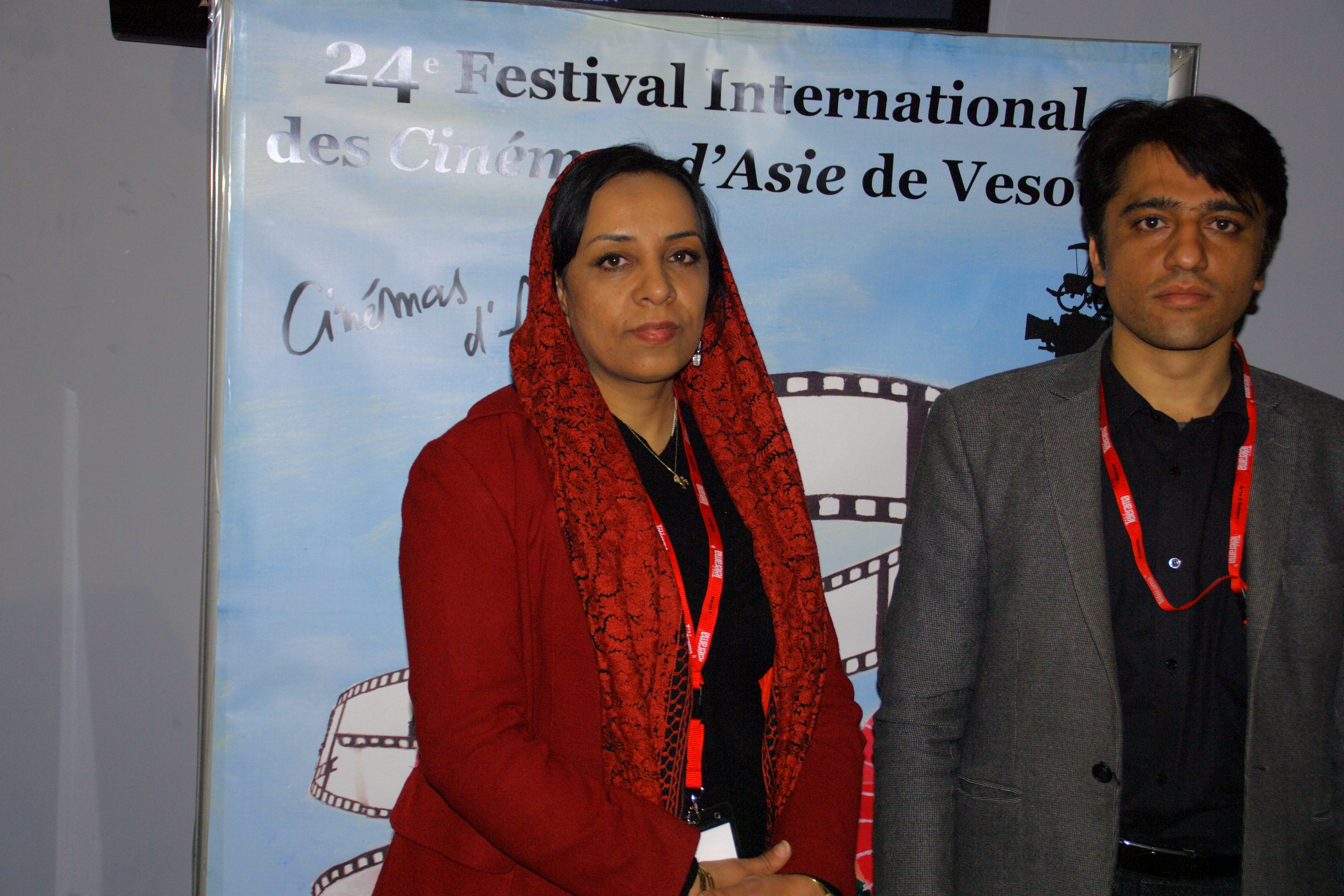
La Réalisatrice Roya Sadat et l'Acteur Aziz Deildaar
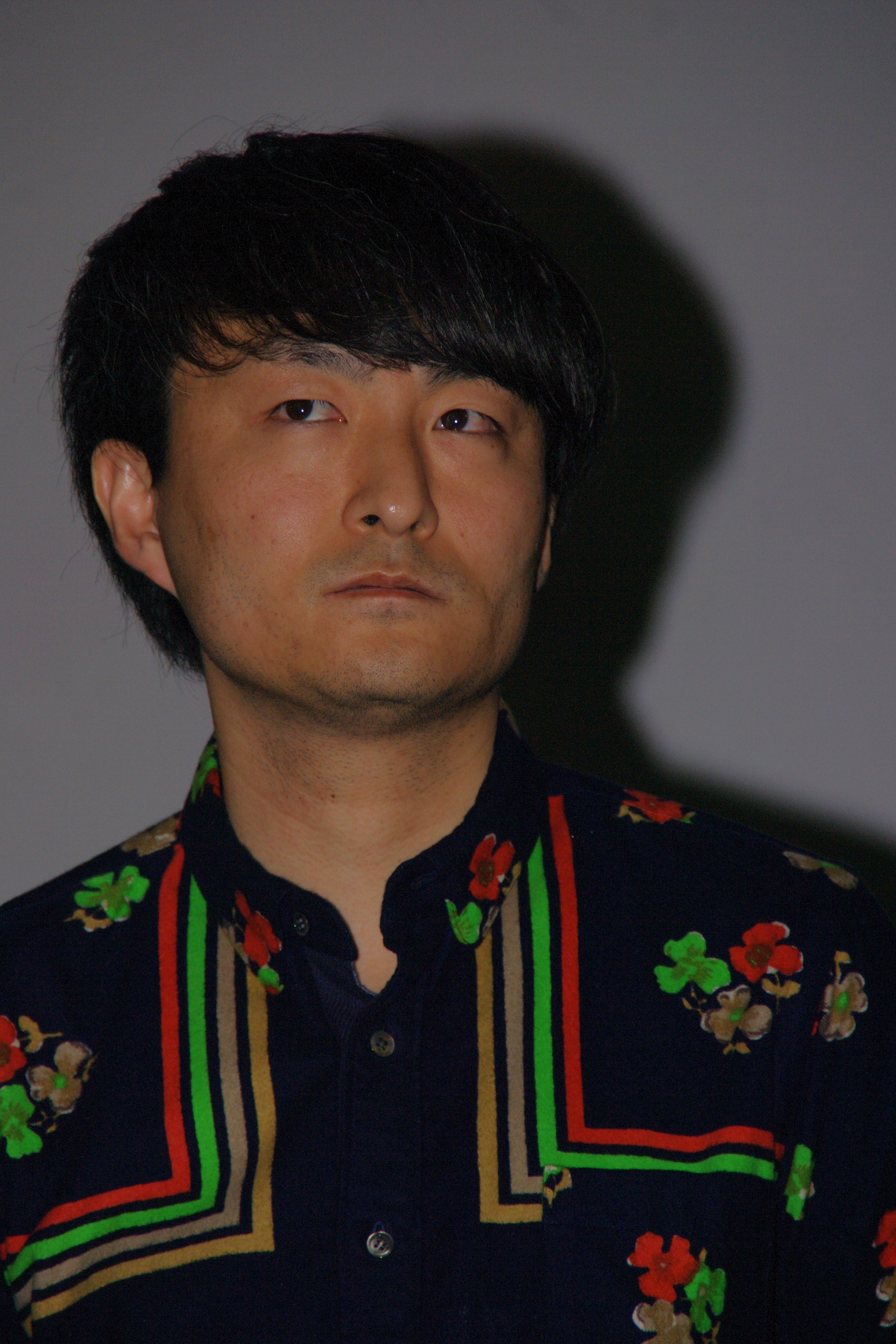
Yukihiro Morigaki
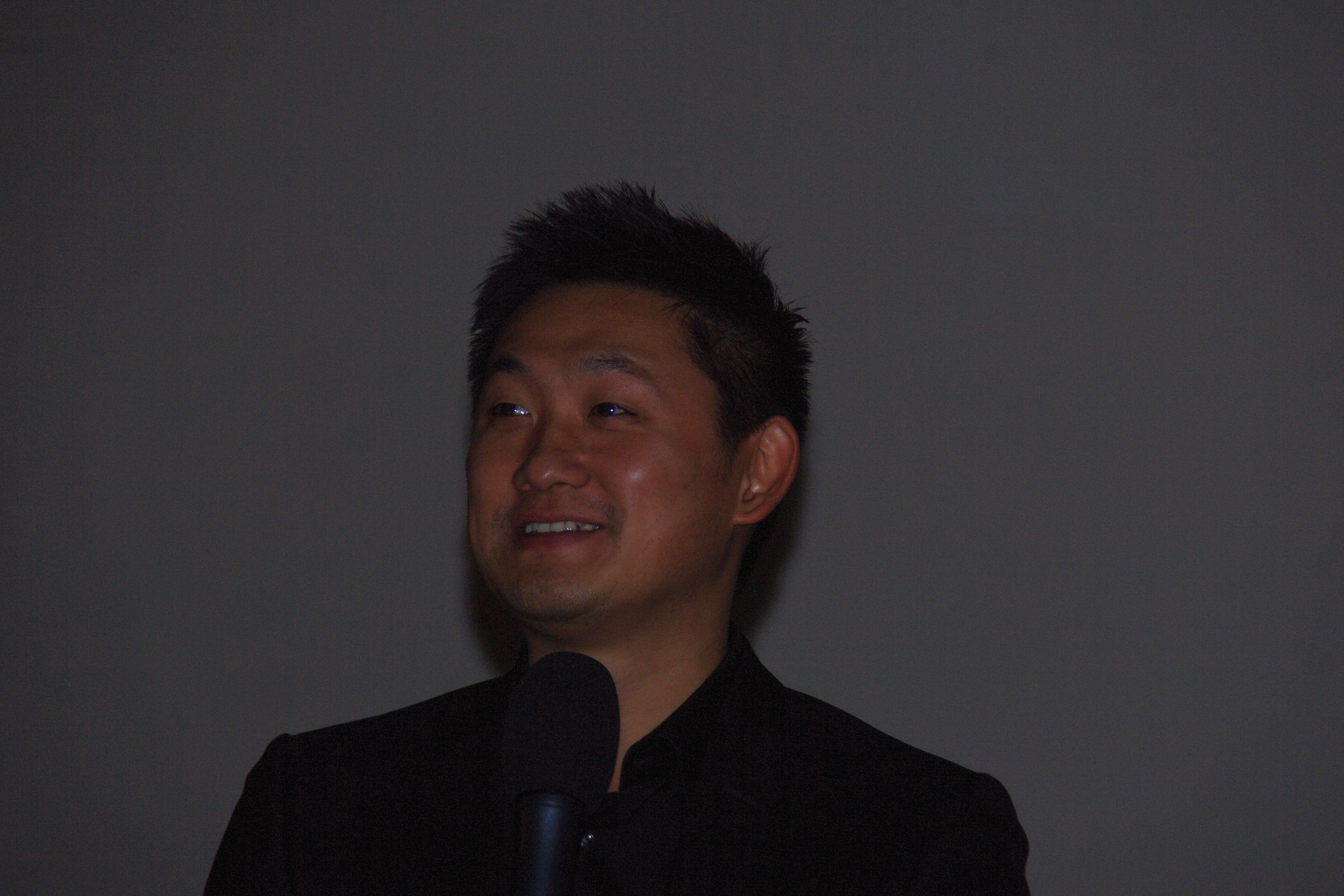
Pengfei
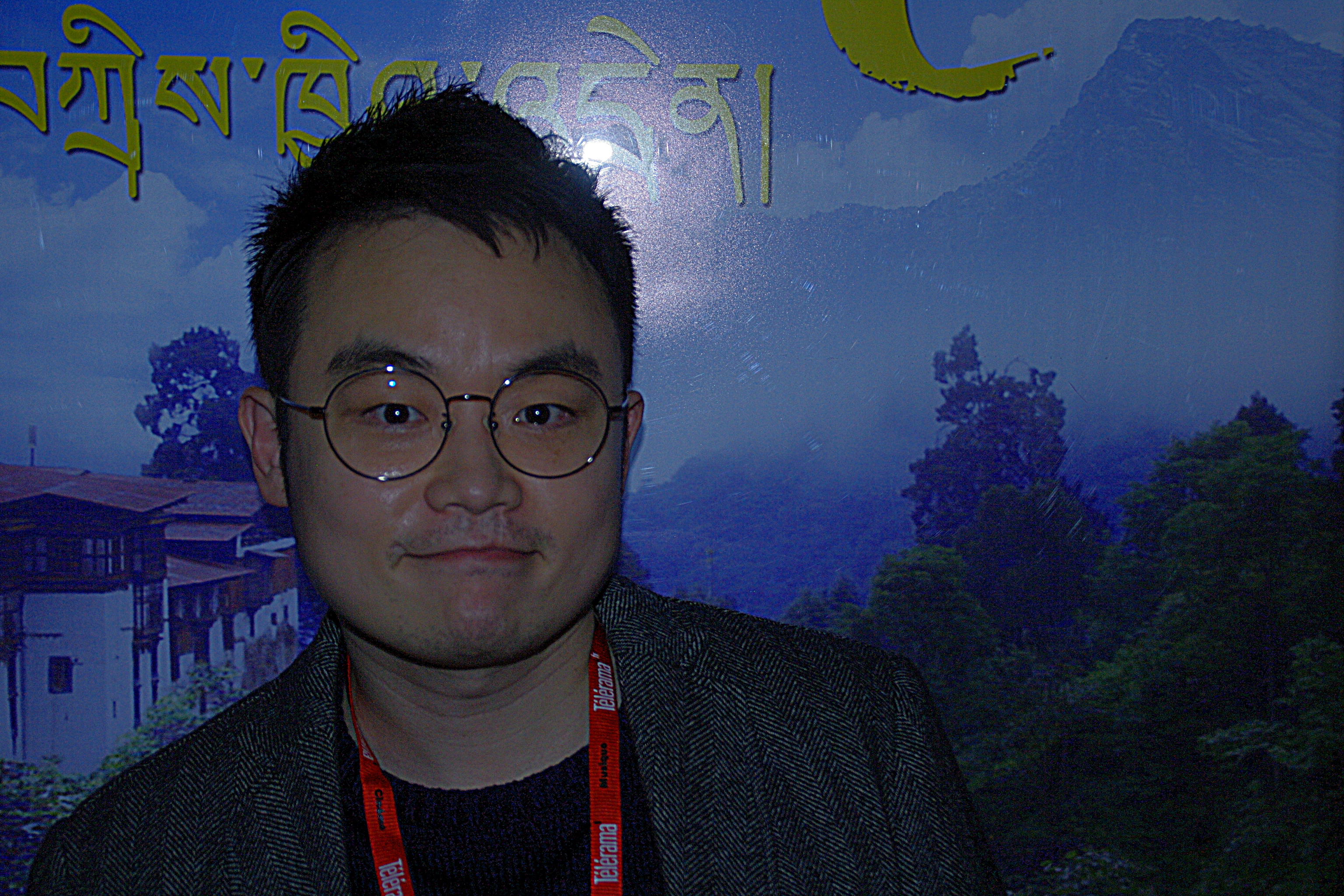
Lee Dong-eun
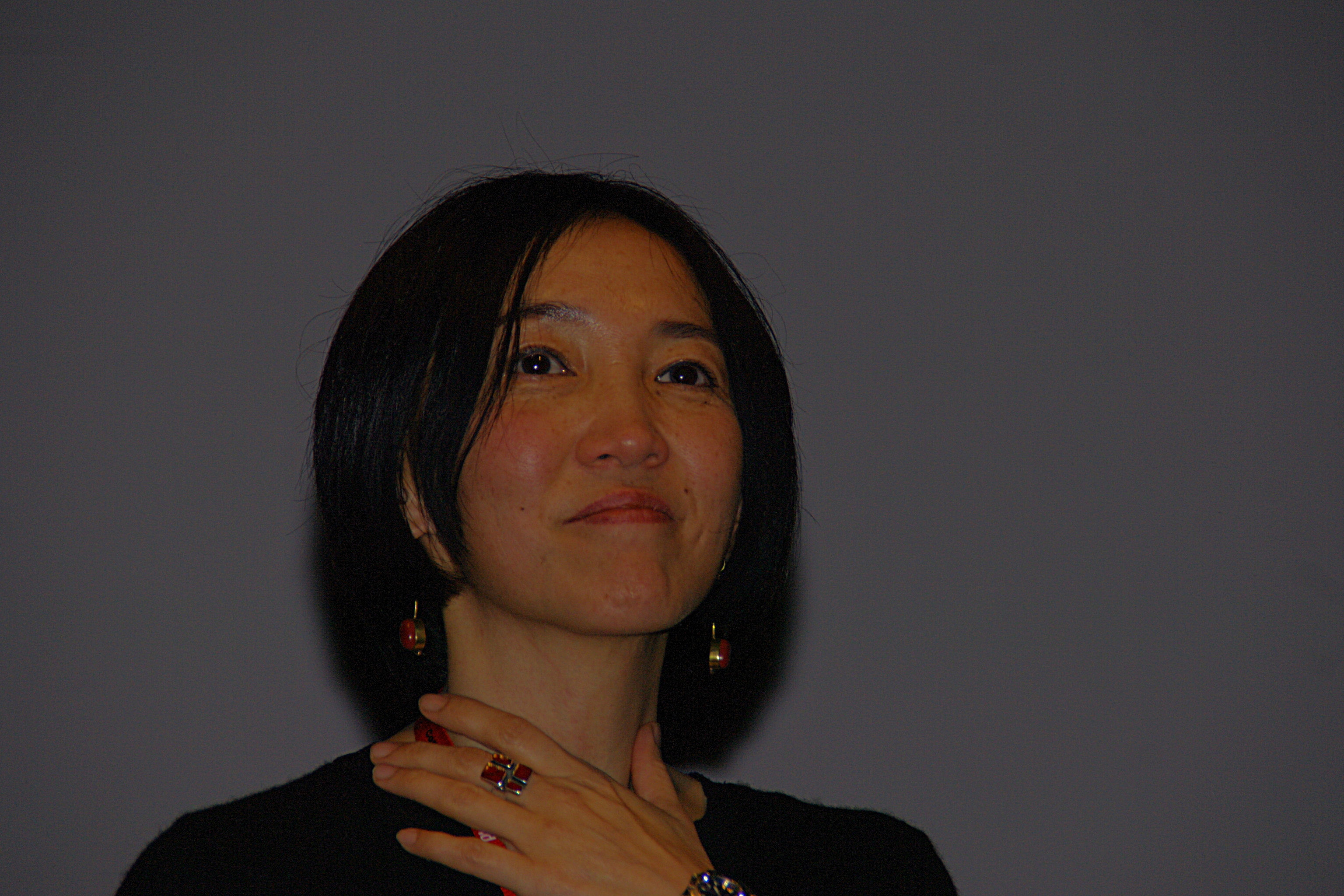
Byambasuren Davaa
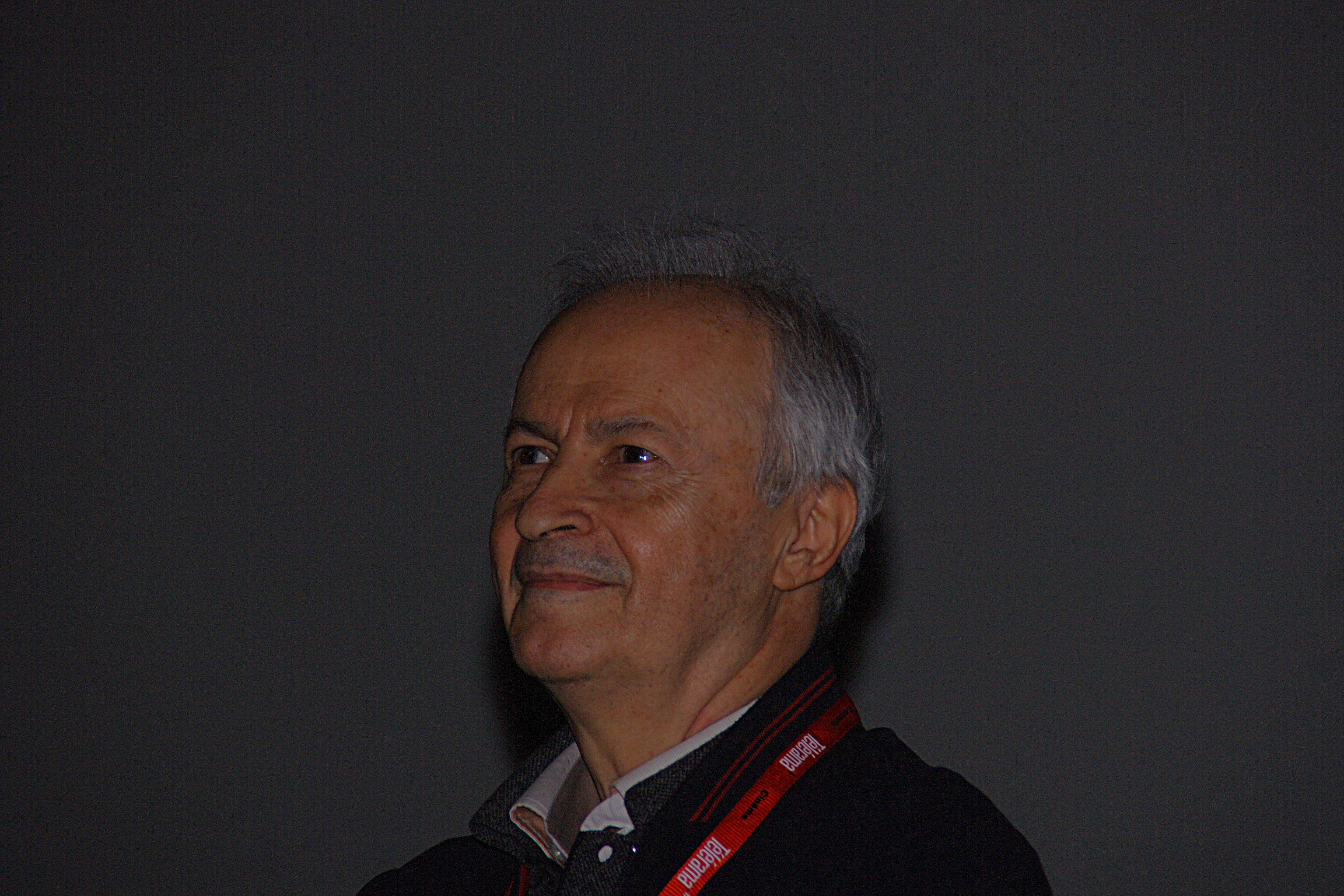
Ebrahim Mokhtari
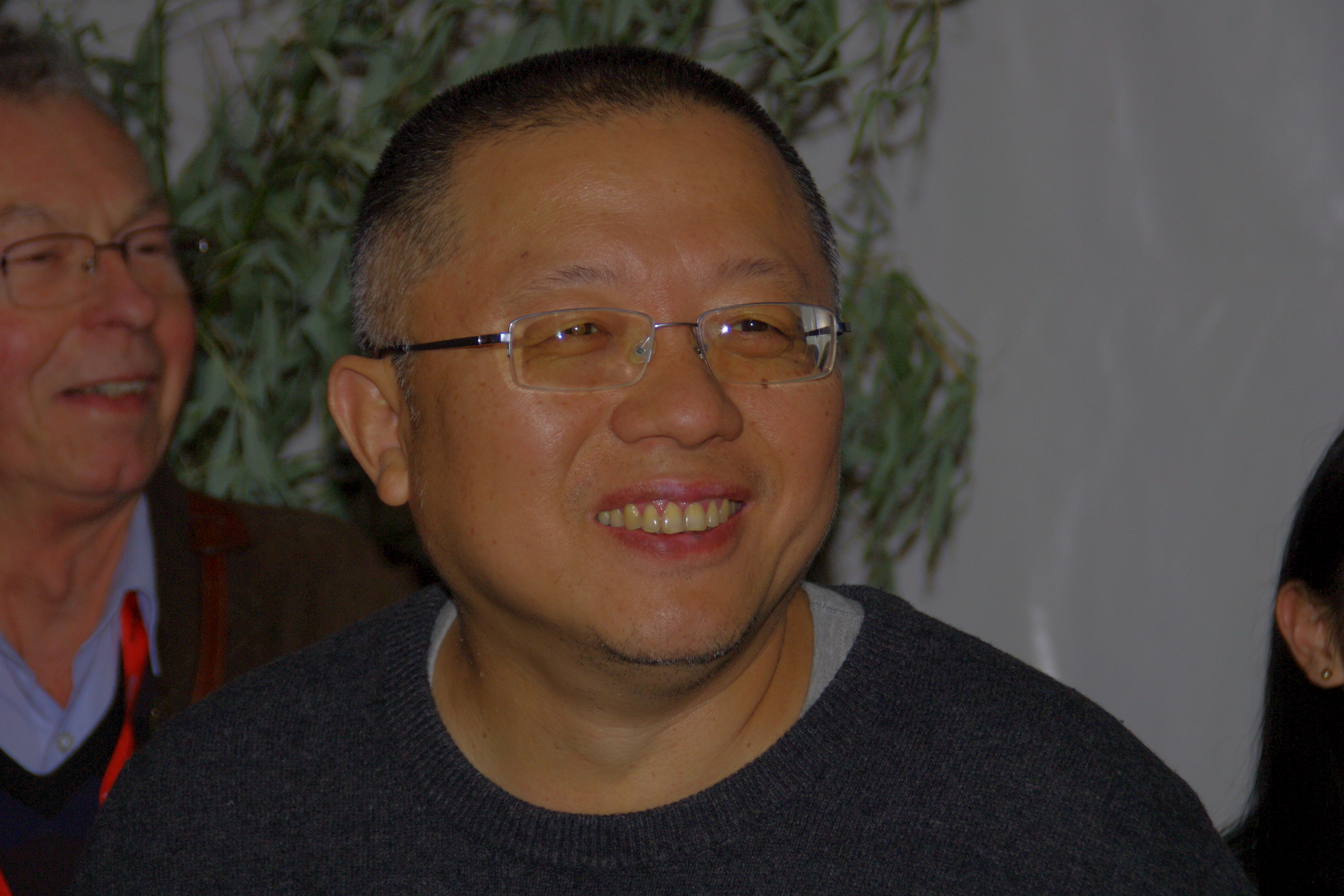
Wang Chao
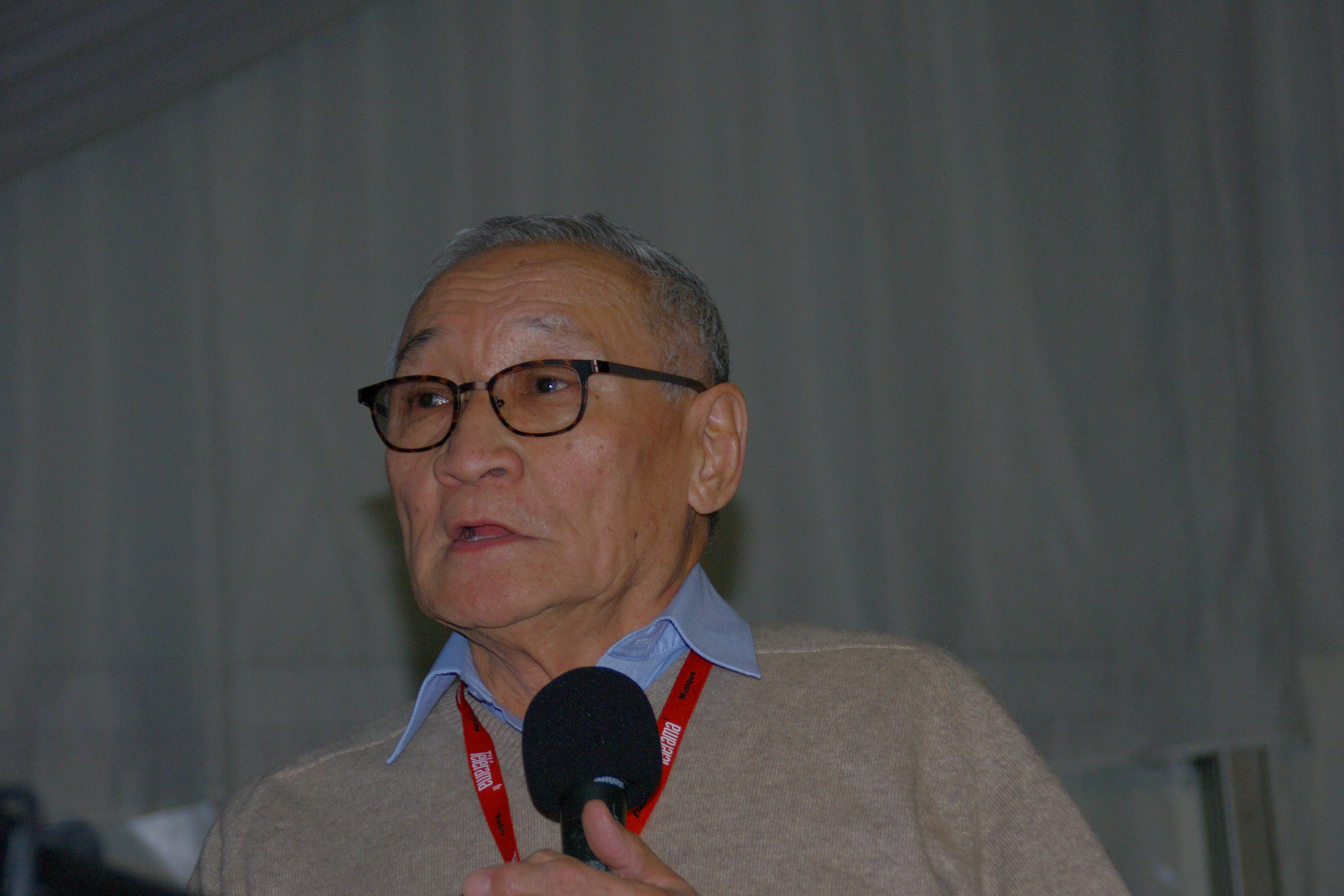
Jigjidsuren Gombojav
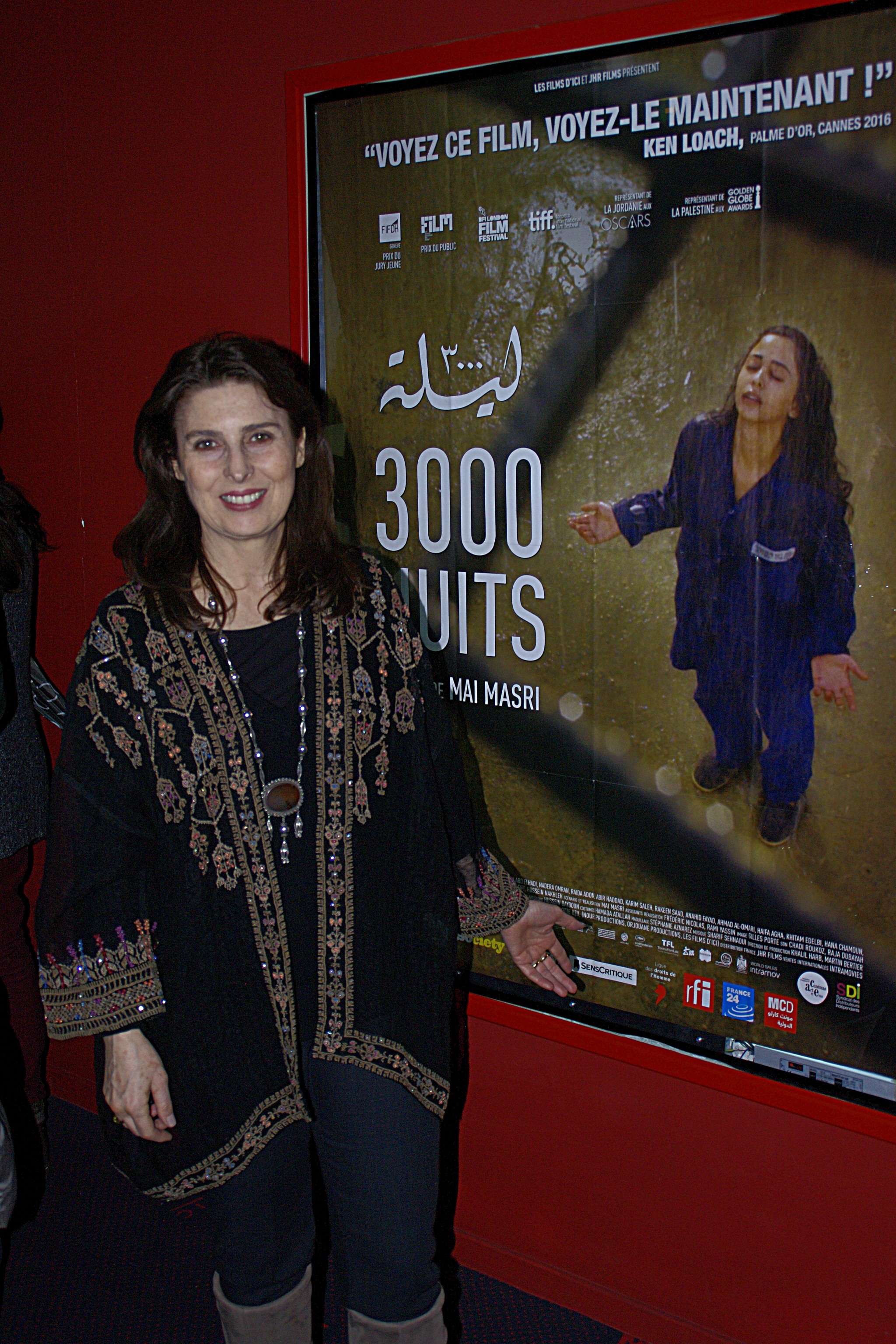
Mai Masri
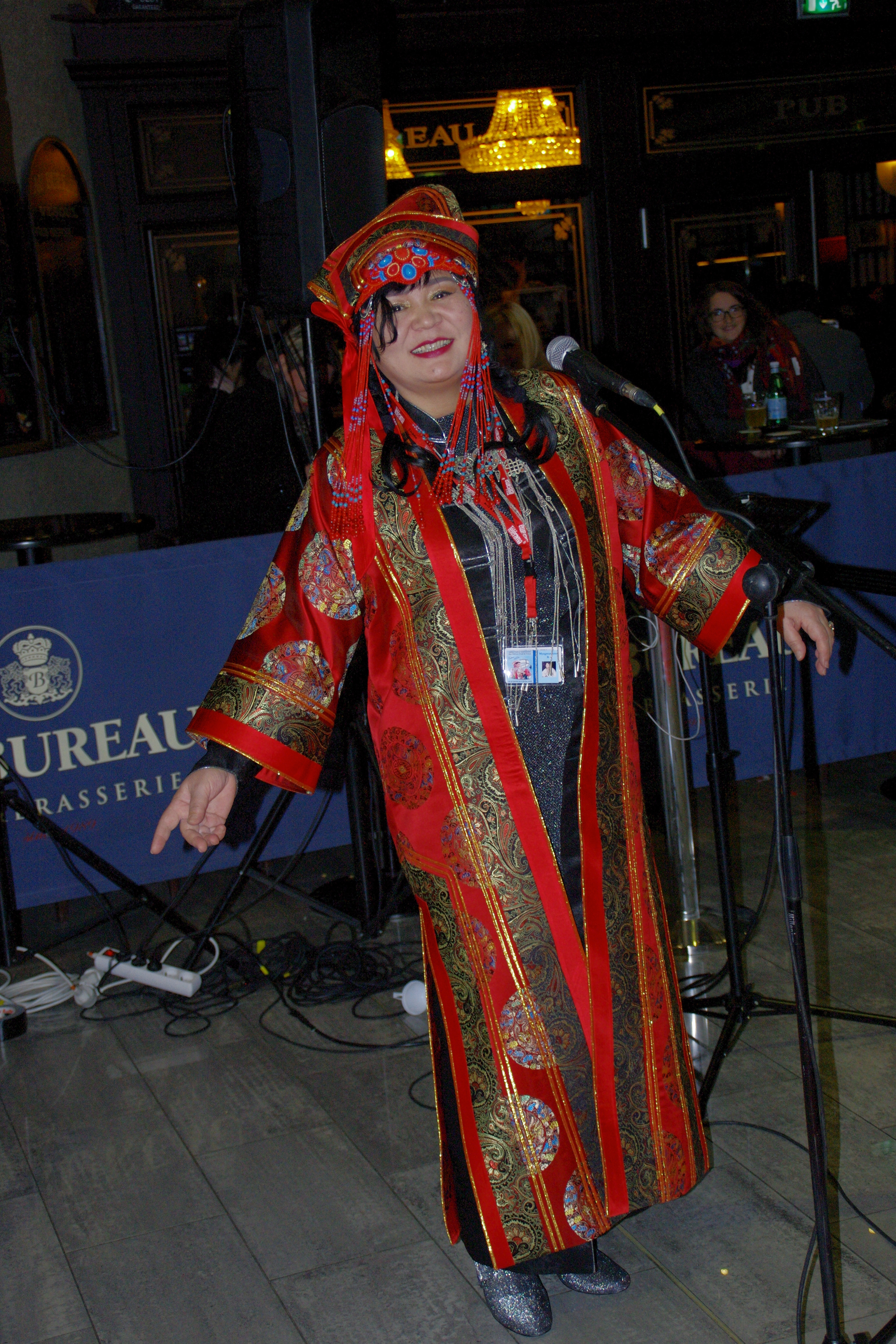
Myagmarsuren B
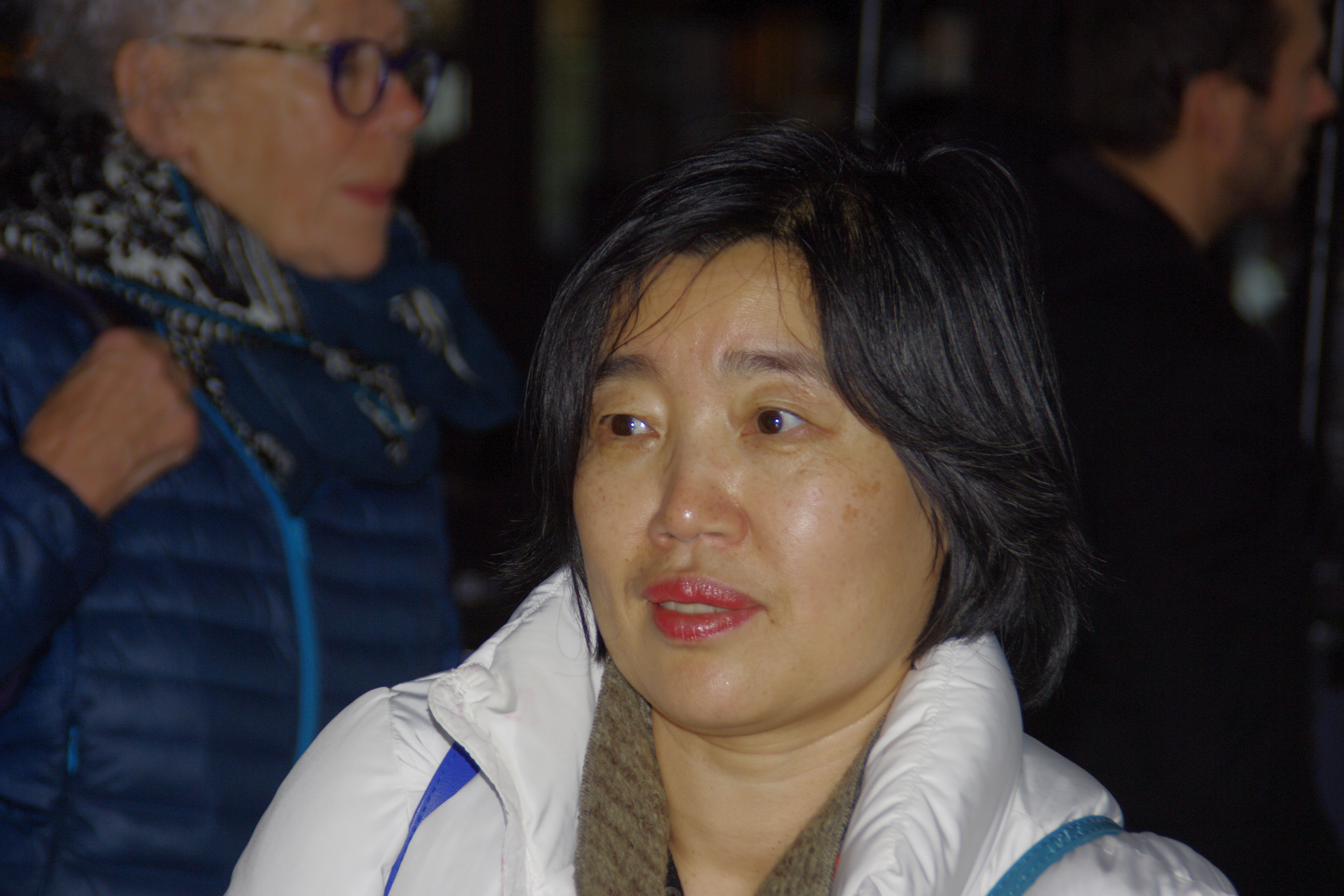
Han Kyung-mi
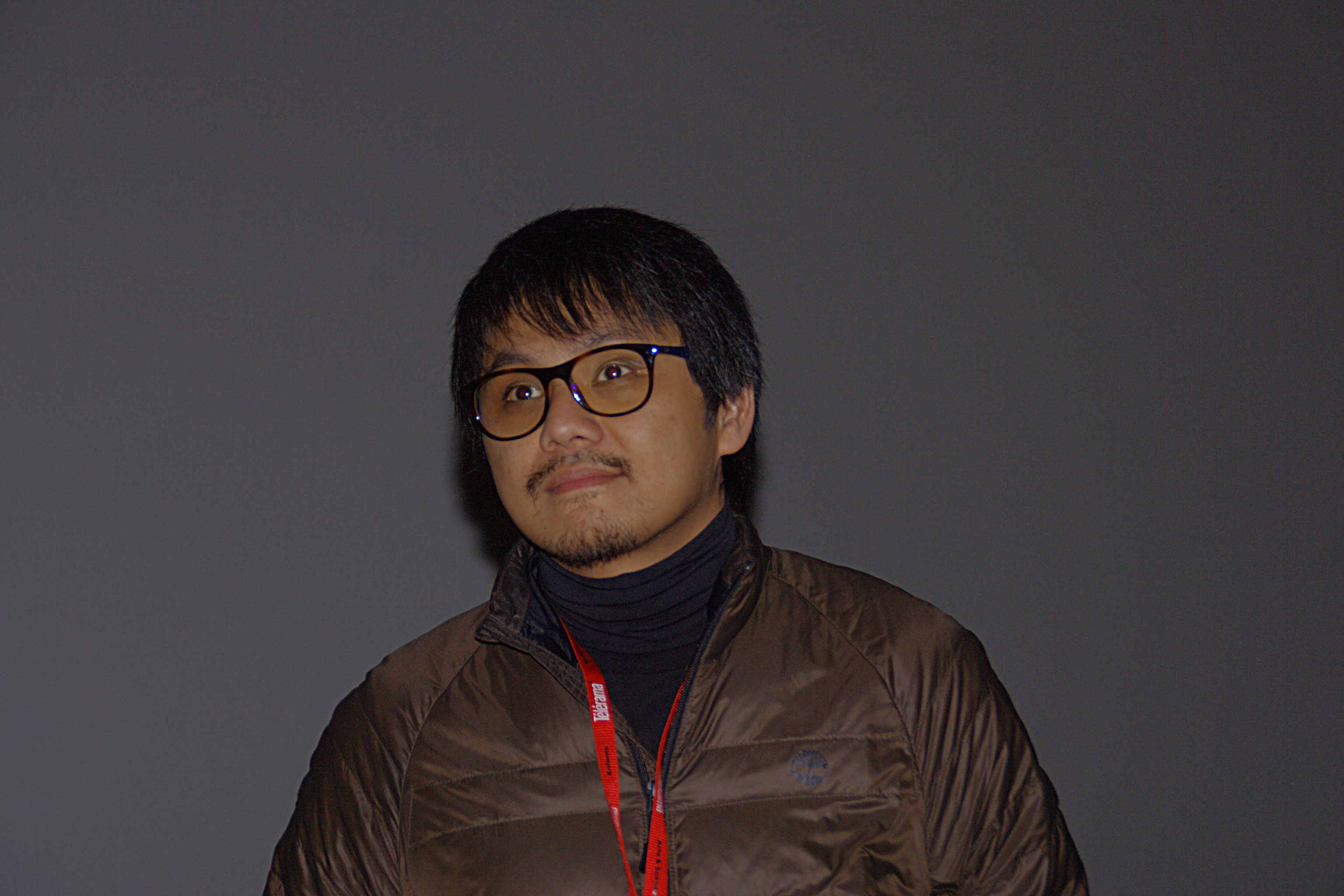
Tan Seng Kiat
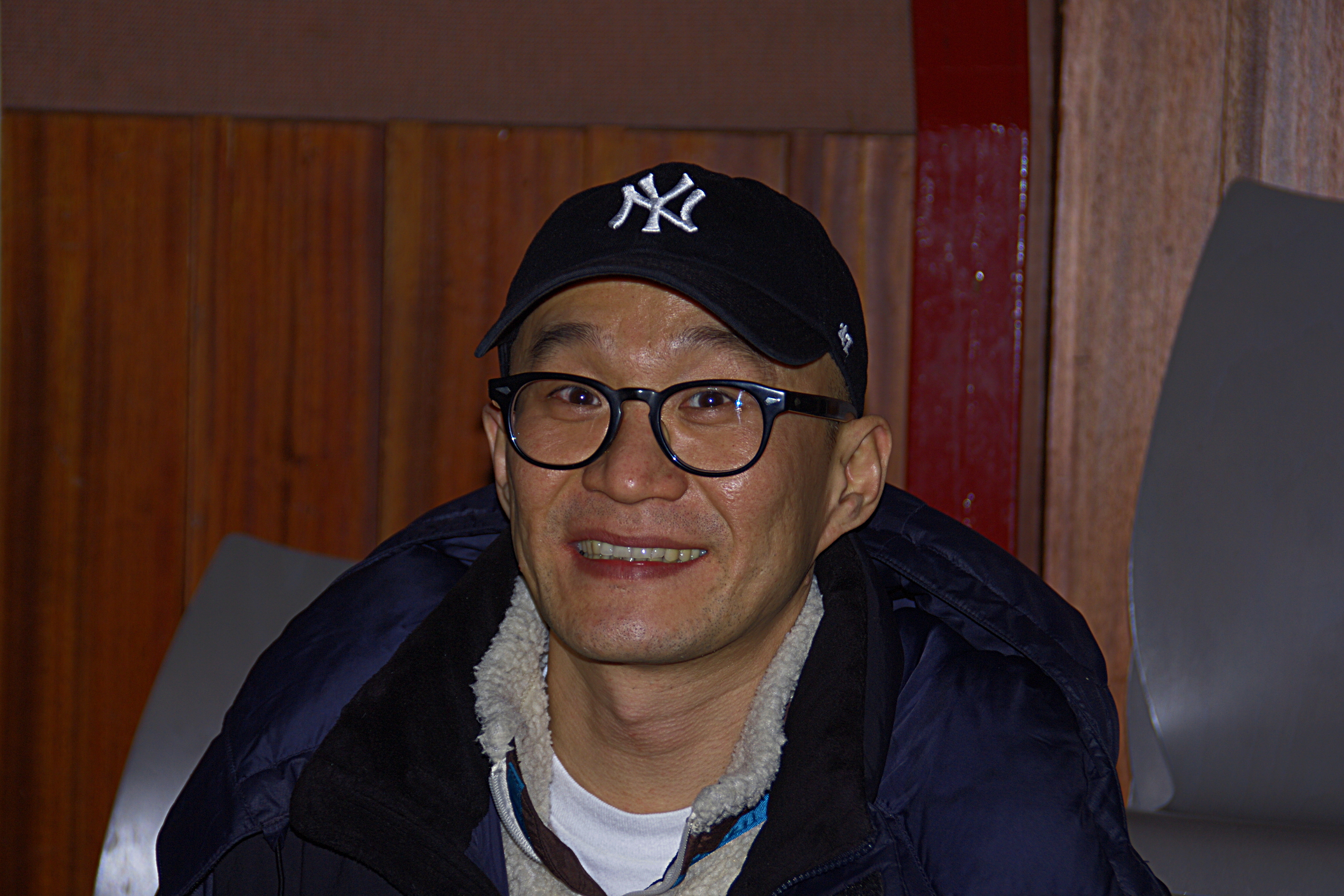
Lee Kwang-kuk
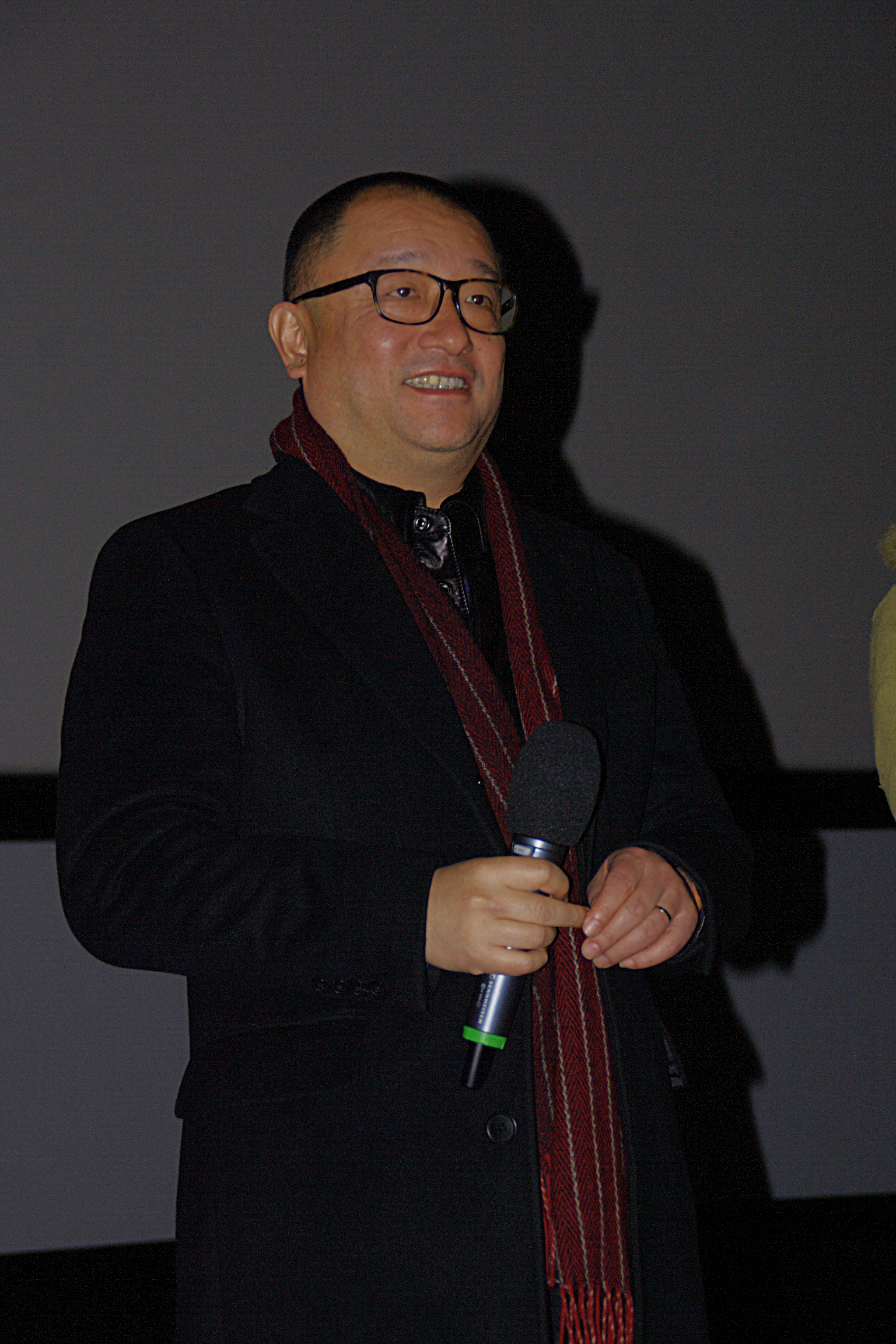
Wang Xiaoshuai
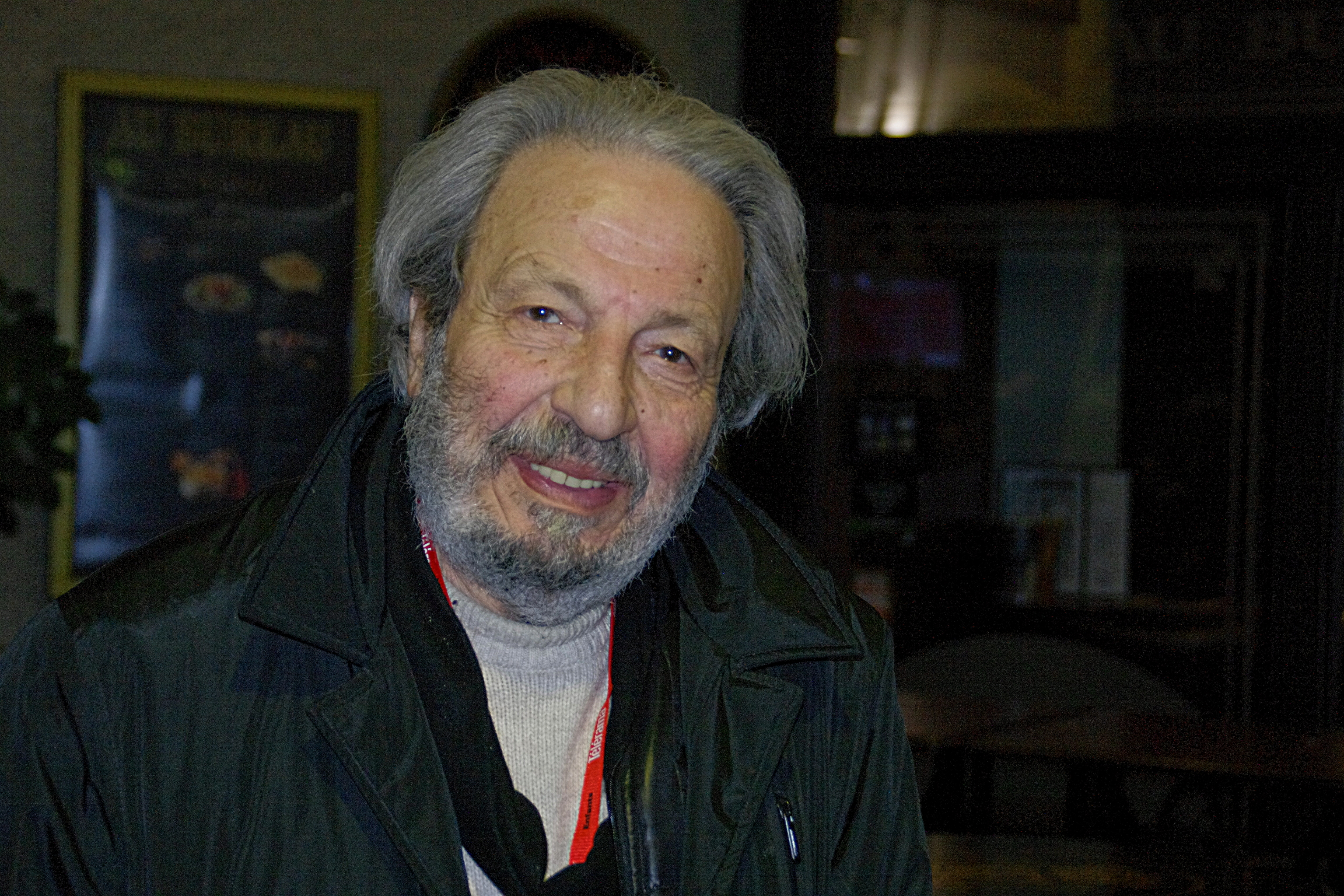
Mohamad Malas
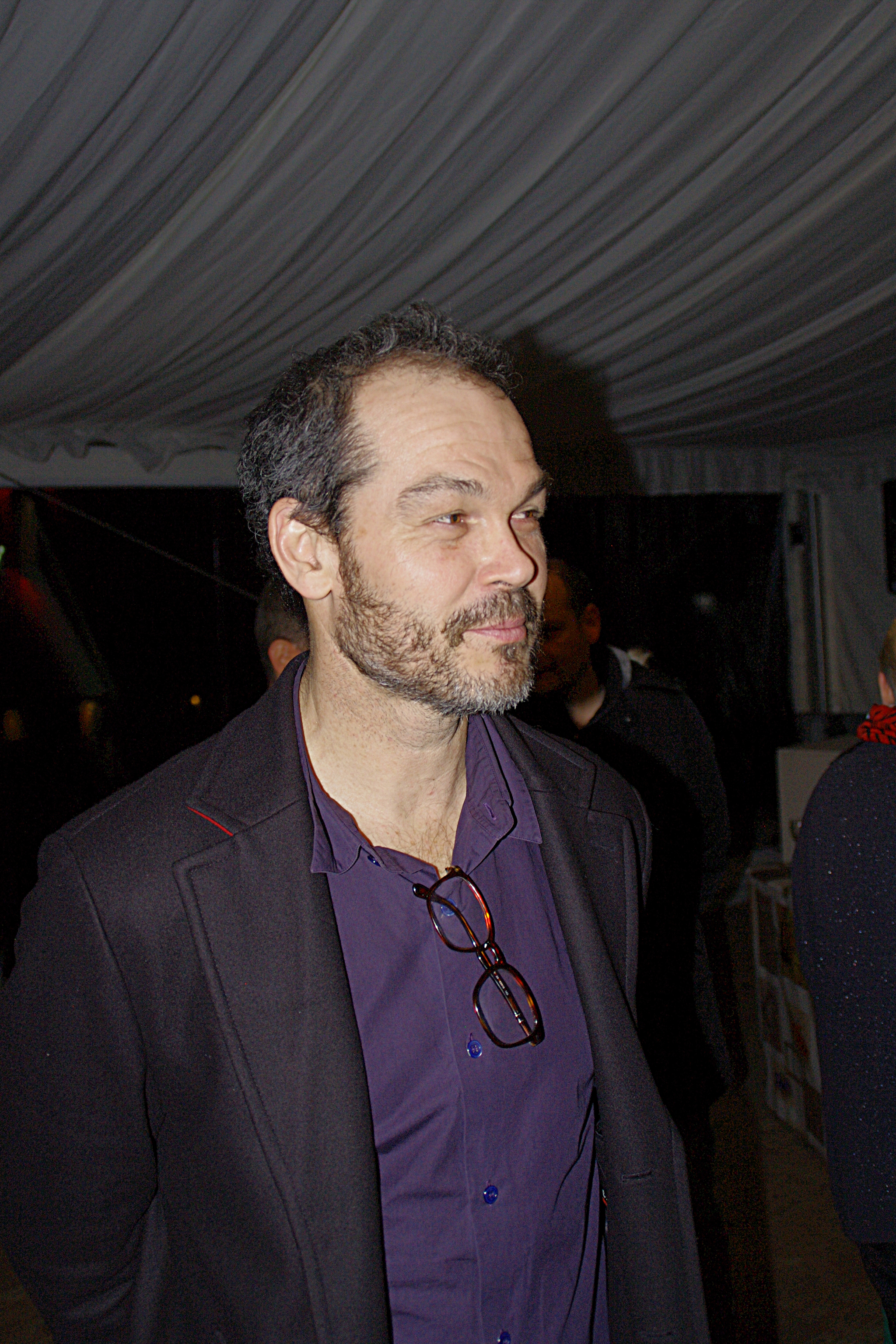
Patrick Pleutin
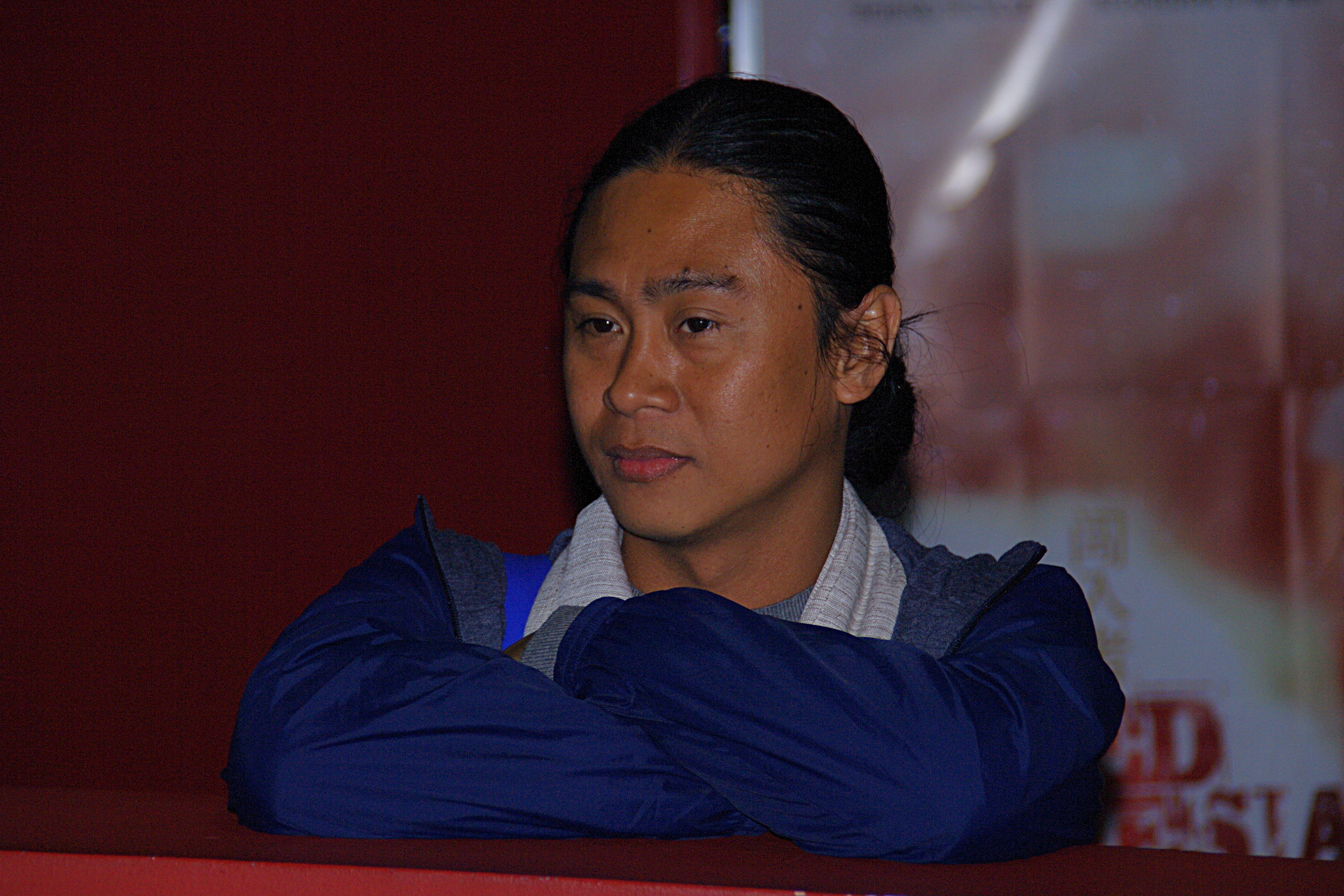
Zig Dulay